# Arnošt Muka
Arnošt Muka (německy Ernst Mucke, 10. březen 1854 Wulki Wosyk – 10. říjen 1932 Budyšín) byl lužickosrbský spisovatel a aktivista.
V letech 1874–1879 studoval teologii, filologii a slavistiku na Lipské univerzitě a poté pracoval jako učitel. V letech 1880–1883 učil na Budyšínském gymnáziu, poté učil v „Kamjenicy“, a pak ve Freibergu. V roce 1901 se stal profesorem a v roce 1916 se vrátil do Budyšína.
Byl spoluzakladatelem časopisu Lipa Serbska a se svým přítelem
Jakubem Bartem-Ćišinským zakládal Schadźowanku. Členem spolku Maćica Serbska byl předtím už od roku 1874.

## Vyznamenání
- Řád svatého Sávy
- Řád svatého Stanislava
- Řád Albrechtův
- Řád svaté Anny
- Řád knížete Danila I.